# Marquixanes
Marquixanes (in catalano Marqueixanes) è un comune francese di 547 abitanti situato nel dipartimento dei Pirenei Orientali nella regione dell'Occitania.

## Società

### Evoluzione demografica
Abitanti censiti